# Diorygma circumfusum
Diorygma circumfusum är en lavart som först beskrevs av Stirt., och fick sitt nu gällande namn av Kalb, Staiger & Elix. Diorygma circumfusum ingår i släktet Diorygma och familjen Graphidaceae.   Inga underarter finns listade i Catalogue of Life.